# Новоивановское (Юрьевский район)
Новоивановское (укр. Новоіванівське) — село,
Новоивановский сельский совет,
Юрьевский район,
Днепропетровская область,
Украина.
Код КОАТУУ — 1225982801. Население по переписи 2001 года составляло 498 человек .
Является административным центром Новоивановского сельского совета, в который, кроме того, входят сёла
Новотимофеевское и
Пятихатки.

## Географическое положение
Село Новоивановское примыкает к селу Новотимофеевское, на расстоянии в 1,5 км находится село Сокольское.
Рядом проходит автомобильная дорога Т-0412.

## История
- Временем основания села Новоивановское исследователи-краеведы считают XVII век.
- Первое письменное упоминание относится к 1789 году.

## Экономика
- ФХ «Красноармеец».

## Объекты социальной сферы
- Школа.
- Детский сад.
- Дом культуры.